# Naturwaldreservate der Frankenhöhe
Naturwaldreservate der Frankenhöhe este o arie protejată (arie specială de conservare — SAC, sit de importanță comunitară — SCI) din Germania întinsă pe o suprafață de 244,96 ha, integral pe uscat.

## Localizare
Centrul sitului Naturwaldreservate der Frankenhöhe este situat la coordonatele 49°23′54″N 10°14′57″E / 49.3983°N 10.2492°E.

## Înființare
Situl Naturwaldreservate der Frankenhöhe a fost declarat sit de importanță comunitară în noiembrie 2004 pentru a proteja 1 specie de animale. Situl a fost protejat și ca arie specială de conservare în aprilie 2016.

## Biodiversitate
Situată în ecoregiunea continentală, aria protejată conține 4 habitate naturale: Păduri de fag Luzulo-Fagetum, Păduri de fag Asperulo-Fagetum, Păduri de stejar și carpen Galio-Carpinetum, Păduri aluvionare cu Alnus glutinosa și Fraxinus excelsior (Alno-Padion, Alnion incanae, Salicion albae).
La baza desemnării sitului se află o specie protejată de  mamifere: liliac cârn (Barbastella barbastellus).